# Coningsby (Lincolnshire)
Pour les articles homonymes, voir Coningsby.
Coningsby (/ˈkʌnɪŋzbɪ/) est un village et une paroisse civile dans le district non métropolitain d'East Lindsey, situé dans le Lincolnshire, en Angleterre.

## Division électorale
Coningsby est la subdivision la plus peuplée du ward électoral de Coningsby et Tattershall. La population était de 6 943 habitants lors du dernier recensement, en 2011.

## Toponymie
Le village tire son nom du vieux norrois konungr (« roi ») et du suffixe norrois toponymique by, fréquent dans la région, signifiant « ville, village ».

## Géographie

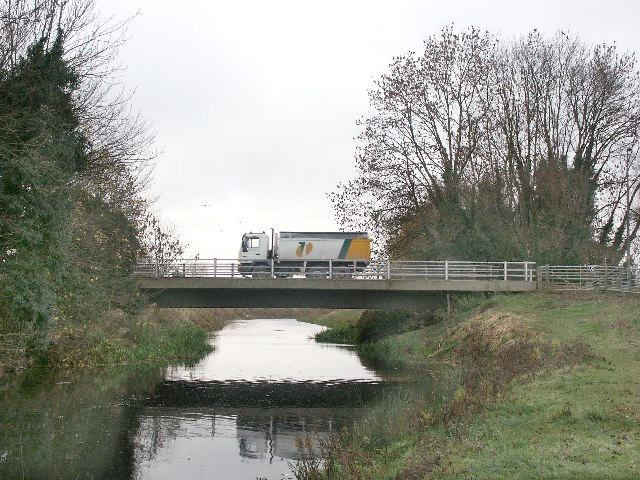
Pont sur la rivière Bain

Coningsby se trouve à environ 11 km au sud de Horncastle, sur la route A153 (en) reliant Horncastle à Sleaford. Le village se situe entre les deux régions naturelles des Lincolnshire Wolds à l'ouest et les Fens à l'est. La route secondaire reliant Kirton à Woodhall Spa traverse également le village. La rivière Bain, affluent de la Witham, coule à travers le village, le séparant à l'extrême ouest du village de Tattershall. 
Une voie ferrée traversant le village fut ouverte en 1913, dans le but d'accélérer les trajets entre Lincoln et Skegness en évitant Boston, trop au sud. Elle fut fermée en 1970, dans la foulée de la majorité de l'ancien réseau de l'est du Lincolnshire, et le site de l'ancienne gare de Coningsby est maintenant occupé par une zone industrielle.

## Climat
La station météo de la base aérienne de RAF Coningsby, située sur le territoire du village, a enregistré pendant la canicule européenne de 2022 une température de 40,3 °C, battant le précédent record de chaleur au Royaume-Uni.

## Monuments

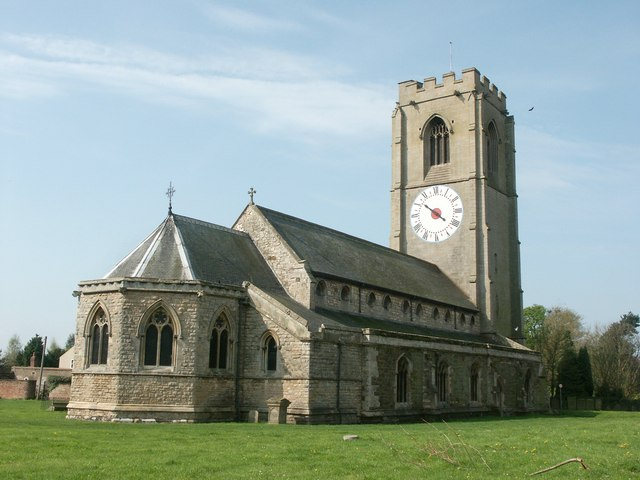
Église St Michael and All Angels

L'église paroissiale de Coningsby, datant du XVe siècle, est dédiée à Saint Michel. Elle est remarquable de par son horloge monumentale du XVIIe siècle, comportant un cadran à une aiguille de 5 mètres de diamètre directement peint sur le mur de la tour. L'église comporte également un cadran solaire canonial du XIIe siècle, situé sur le mur sud.
Deux poètes anglais et anciens recteurs, Laurence Eusden et John Dyer, sont enterrés dans l'enceinte de l'église,.

## RAF Coningsby

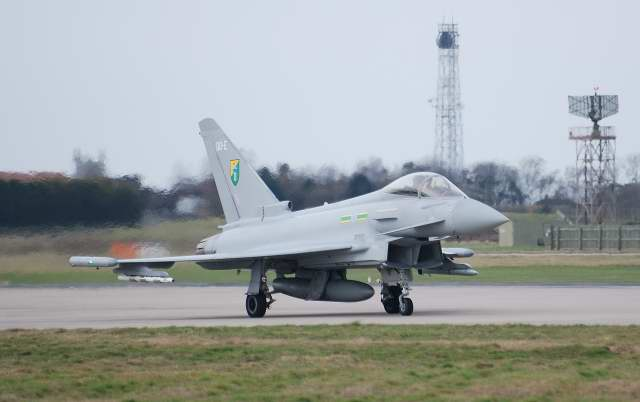
Un avion militaire décolle de la base aérienne en février 2008

À environ un kilomètre au sud du centre du village se trouve la base aérienne RAF Coningsby, une base importante de la Royal Air Force.